# Federazione Italiana Canottaggio Sedile Fisso
La Federazione Italiana Canottaggio Sedile Fisso (FICSF) è un organismo sportivo facente parte delle discipline sportive associate al CONI. È costituita da tutte le società e associazioni sportive dilettantistiche e senza fini di lucro, che praticano in Italia il canottaggio a sedile fisso e la voga in piedi a livello agonistico, promozionale e storico-tradizionale.

## Storia
Le origini della federazione risalgono a una federazione costituita nel 1911 nella sede della Canottieri Lario.
Il movimento crebbe molto nel secondo dopoguerra e in particolare con la gestione di Gaetano Rissotto, che portò alla creazione dei primi campionati italiani di canottaggio a sedile fisso sul mare nel 1950 ad Ancona. La nuova federazione nacque nel 1963 a Genova, dove il canottaggio era il terzo sport più popolare. La neonata federazione si impegnò sin da subito nella creazione di uno scafo adatto alle varie realtà territoriali. Lo scafo fu denominato Jole Lariana e fu costruito per le specialità a 2 e a 4 vogatori, diventando la barca ufficiale della Federazione Italiana Canottaggio Sedile Fisso. Il fondatore della federazione fu Gaetano Rissotto che ne divenne anche presidente nazionale. Nel 1977 il CONI concesse un contributo per il proseguimento delle attività attraverso la firma di una convenzione con la Federazione Italiana Canottaggio.
Nel 1983 Gaetano Rissotto fu nominato presidente onorario e la sua carica di presidente venne affidata a Natale Frontini nello stesso anno, per poi essere affidata a Cesare Stagnaro nel 1984. Nel 1986, sotto la presidenza di Cesare Stagnaro venne progettata una nuova imbarcazione in vetroresina, il Gozzo Nazionale, realizzata per quattro vogatori e un timoniere. Dal 1989 al 1992 la presidenza federale fu affidata a Duilio Ruggieri, seguito da Alfredo Biondi nel 1993. Il CONI sotto la guida di Alfredo Biondi riconobbe la federazione tra le discipline associate alla Federazione Italiana Canottaggio. Con l'aiuto dell’Istituto di Medicina dello Sport del CONI, fu progettata la prima imbarcazione propedeutica a sedile fisso, che prese il nome di Elba. Questo garantì la partecipazione alle gare ai giovani dai 10 ai 14 anni, che sino ad allora potevano gareggiare solo come timonieri. Nel 2001 fu eletta Lucia Vanicore che finì il proprio mandato nel 2004, lasciando la presidenza a Narcisio Gobbi che rimase in carica per tre mandati, che si conclusero nel 2016 con l'elezione di Marco Mugnani.

## Organigramma della federazione
Gli organi della federazione si dividono in organi periferici, organi di giustizia e altri organismi.
Organi centrali:
1. Assemblea nazionale;
2. Presidente della federazione;
3. Consiglio federale;
4. Segretario generale;
5. Collegio dei revisori dei conti;
6. Commissione federale di garanzia;
7. Ufficio del procuratore federale

Organi periferici:
1. Assemblea Regionale;
2. Presidente del Comitato Regionale;
3. Comitato Regionale;
4. Delegato Regionale;
5. Assemblea Provinciale;
6. Presidente del comitato provinciale;
7. Comitato provinciale;
8. Delegato provinciale

Organi di giustizia:
1. Giudice sportivo nazionale;
2. Tribunale federale;
3. Corte federale di appello in funzione propria o di Corte sportiva di appello

Altri organismi:
1. Segreteria federale;
2. Commissione tecnica organizzativa di specialità (CTO);
3. Commissione tecnica arbitrale (CTA);
4. Consulta Nazionale dell'organizzazione territoriale

## Barche
| Barche nazionali |
| Elba             |
| VIP750           |
| Jole Lariana     |
| Gozzo nazionale  |

| Barche tradizionali |
| Bisse               |
| Cantieri            |
| Galeone             |
| Gozzetto            |
| Happy               |
| Lucia               |
| Porto S.Stefano     |
| Veneta              |

## Categoria tesserati
Gli atleti sia maschi e femmine si dividono in queste categorie: vogatori e timonieri.
Vogatori:
1. Esordienti, appartengono a questa categoria gli atleti di 10-11 anni, sulla barca Elba;
2. Allievi, appartengono a questa categoria gli atleti di 12-13 anni, sulla barca Elba;
3. Cadetti, appartengono a questa categoria gli atleti di 14-15 anni, sulle barche Elba e Jole Lariana;
4. Ragazzi, appartengono a questa categoria gli atleti di 16-17 anni, sulle barche Elba e Jole Lariana;
5. Juniores, appartengono a questa categoria gli atleti di 18-20 anni, nella specialità della voga di coppia e di punta;
6. Seniores, appartengono a questa categoria gli atleti dal ventunesimo anno di età, nella specialità della voga di coppia e di punta;
7. Master;

I timonieri non possono appartenere alla categoria amatoriale e il loro peso non deve essere inferiore a 45 kg.